# فرهنگ منچستر
منچستر، پنجمین شهر بزرگ بریتانیا، به دلیل هنر، معماری، تئاتر و موسیقی آن مشهور است. اغلب به عنوان دومین شهر مهم کشور در نظر گرفته می‌شود، فرهنگ پر رونق آن منجر به رشد ۲۰ درصدی جمعیت و افزایش محبوبیت دانشگاه‌های آن شده‌است. منچستر که به عنوان اولین شهر صنعتی جهان و سومین شهر پربازدید پس از لندن و ادینبورگ شناخته می‌شود، قطب مهمی برای صنایع خلاق است.

## هنر و گالری‌های هنری
گنجینه هنر بریتانیا، که از سال ۱۸۵۷ در منچستر برگزار شد، یک نمایشگاه هنری عظیم با بیش از ۱۶۰۰۰ اثر و ۱٫۳ میلیون بازدیدکننده بود که بر ایجاد مجموعه‌های هنری بزرگ بریتانیا تأثیر گذاشت. منچستر دارای گالری‌های هنری مختلفی است، از جمله گالری هنر منچستر و گالری هنری ویتورث. این موزه‌ها آثار هنرمندان مشهور ایتالیایی، استادان فلاندری، پیش رافائلی‌ها و هنرمندان مدرن را به نمایش می‌گذارد. فضاهای هنری و موزه‌های دیگری نیز در این شهر وجود دارند.

## معماری

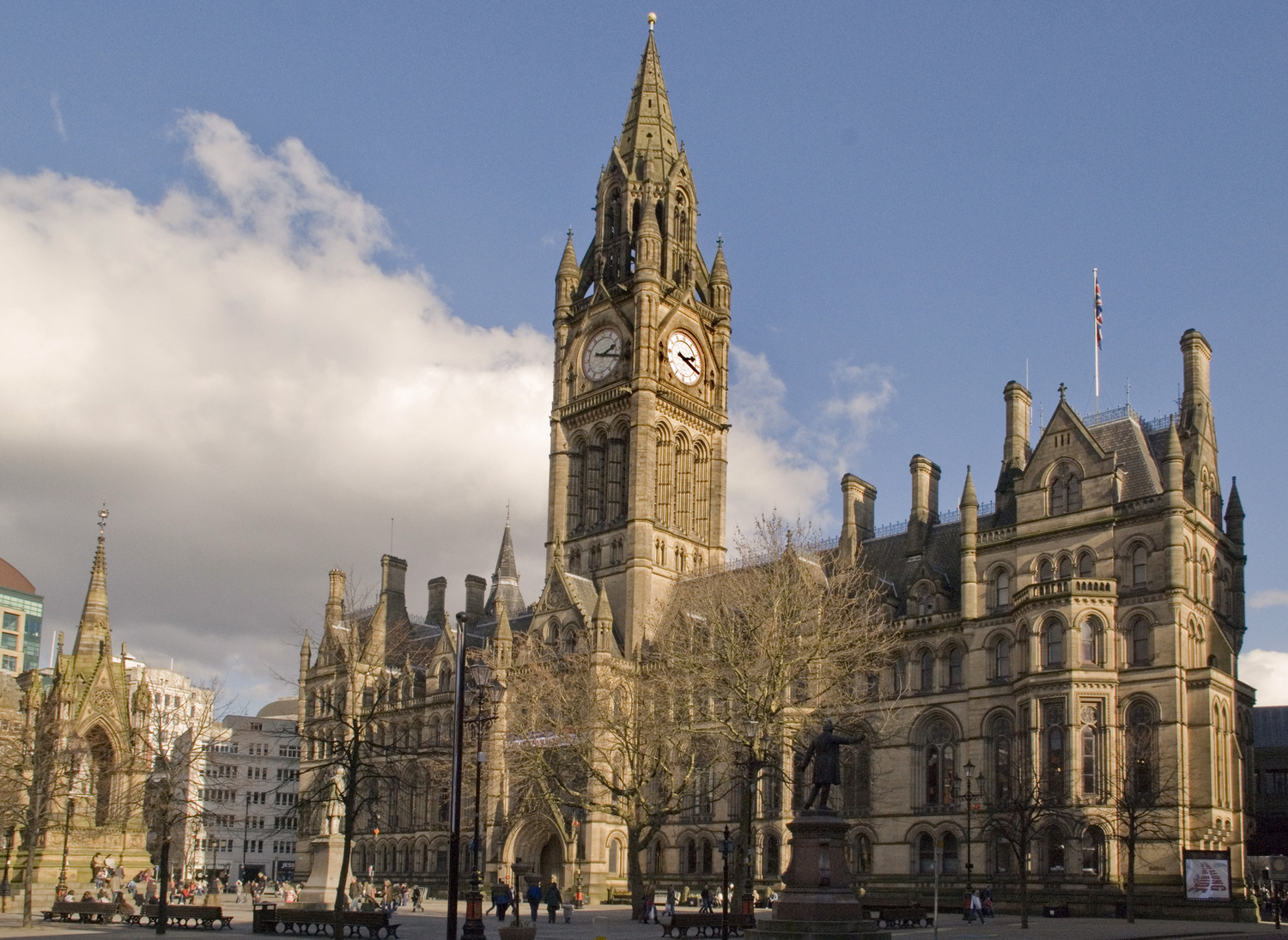
ساختمان منچستر تاون هال

منچستر سبک‌های مختلف معماری، از جمله طرح‌های نئوکلاسیک قدیمی، ویکتوریایی و مدرن را به نمایش می‌گذارد. تاریخچه آن به عنوان یک مرکز تجارت پنبه در برخی از انبارهایی که برای مصارف دیگر تغییر کاربری داده‌اند و در عین حال ظاهر اصلی خود را حفظ کرده‌اند، منعکس شده‌است. این شهر همچنین دارای آسمان‌خراش‌های متعددی است که عمدتاً مربوط به دهه‌های ۱۹۶۰ و ۱۹۷۰ هستند و تعداد بیشتری نیز در قرن بیست و یکم ساخته شده‌اند. برج بیتام در حال حاضر بلندترین ساختمان بریتانیا در خارج از لندن است، اما ممکن است این عنوان را به دلیل ساخت برج پیکادیلی از دست بدهد.

## موزه‌ها
منچستر دارای موزه‌های متعددی است که تاریخ، فرهنگ و میراث خود را به نمایش می‌گذارد. این موزه‌ها عبارتند از: موزه پلیس منچستر بزرگ، موزه یهودیان منچستر، موزه منچستر، موزه علم و صنعت (بخشی از ERIH)، موزه حمل و نقل منچستر، موزه ملی فوتبال، مرکز پانکهورست، موزه تاریخ مردم، گالری لباس و تالار هیتون. گذشته صنعتی شهر را می‌توان در کسلفیلد دید، در حالی که موزه حمل‌ونقل در چیتام هیل میراث حمل‌ونقل را به نمایش می‌گذارد. Salford Quays، در محله همسایه ترافورد، میزبان موزه جنگ امپراتوری شمالی است. منچستر به خاطر فوتبال مشهور است و موزه‌هایی در استادیوم‌های منچستر سیتی و منچستریونایتد وجود دارد. موزه ملی فوتبال که سالانه حدود ۴۰۰۰۰۰ بازدیدکننده را به خود جذب می‌کند، در مرکز شهر واقع شده‌است. موزه یهودیان منچستر داستان جامعه یهودیان شهر را از انقلاب صنعتی تا به امروز روایت می‌کند.